# 源賴義
源賴義（988年—1075年8月27日）是日本平安時代後期的一位武將，為河內源氏第二代棟樑。源義家、源義綱、源義光的父親。
源賴義是初代棟樑源賴信的嫡子，母親為修理命婦。根據《中外抄》的記載，他是弓箭的達人，年輕之時被譽為武勇，其武勇獲得其父源賴信的很高評價。向關白藤原賴通推薦長子源賴義為武者、次子源賴清為藏人。後被派擔任陸奧守，曾先後參加前九年之役和後三年之役。
1. ↑  大河劇 <炎立> 第17集